# Charles Bowen

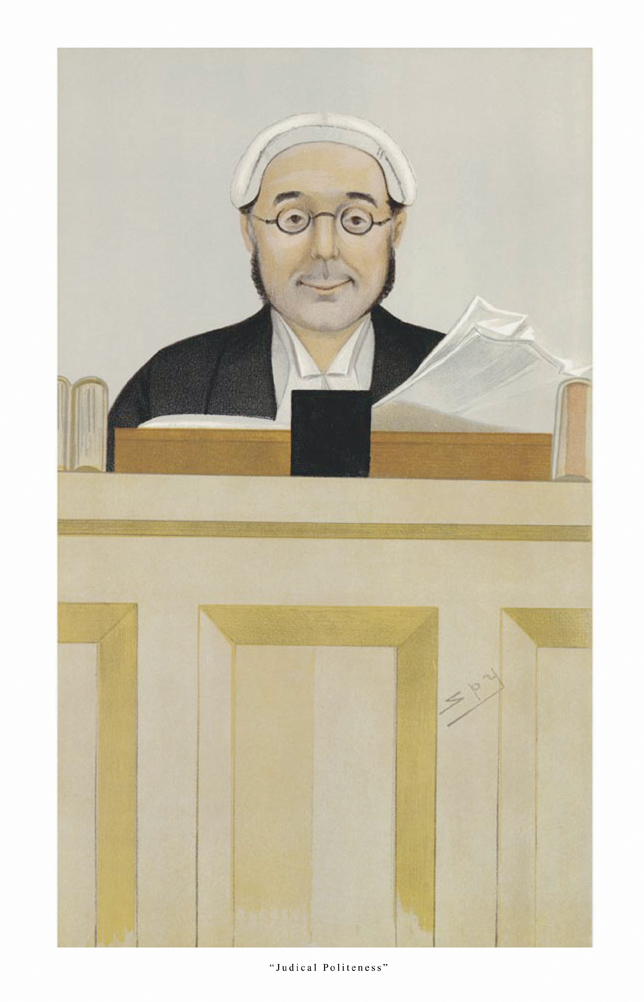
Caricatura de Charles Bowen

Charles Synge Christopher Bowen, Barón Bowen (1 de enero de 1835 - 10 de abril de 1894) fue un juez inglés.

## Biografía
Nació en Woolaston, Gloucestershire siendo su padre, el reverendo Cristopher Bowen, originario de Hollymount Condado de Mayo, el vicario de la parroquia. Se educó en escuelas de Lille, Blackheath y Rugby, abandonando esta última en 1853 con una beca para la Facultad de Balliol en Oxford. Allí cumplió las expectativas de cuando era joven al ganar las becas clásicas y los premios más importantes de la época. Fue nombrado profesor asociado de Balliol en 1858. Bowen se marchó de Oxford a Londres, donde entró en el bufete de Lincoln's Inn en 1861 y, a la vez que estudiaba derecho, escribió regularmente en la Saturday Review y más tarde en The Spectator.
Durante un tiempo tuvo poco éxito en el bufete y estuvo a punto de cambiar el puesto por el de profesor de la facultad, pero sus compañeros le convencieron de que perseverara. Poco después de empezar a hacerse un nombre, participó en el famoso Caso Tichborne. Los servicios que Bowen prestó a su jefe, Sir John Coleridge, sirvieron para procurarle el puesto de abogado ayudante (junior counsel) de la Tesorería Nacional (HM Treasury) tras el fallecimiento de Sir John, como también lo hizo mientras duró el juicio de la oficina del adjunto del procurador general (Solicitor General) a la del fiscal general (Attorney General). Desde este momento su renombre se hizo cada vez mayor.
Sin embargo, la tensión causada por el juicio Tichborne había sido altísima y su salud física se resintió, de modo que su cuerpo no respondía al trabajo que su celo profesional le imponía y su aceptación en 1879 de un puesto de juez del Tribunal Supremo en la división de la Judicatura de la Reina (Queen's Bench) al jubilarse el magistrado Sr. Mellor le ofreció la oportunidad de descansar, en comparación con su trabajo anterior. El carácter del intelecto de Charles Bowen apenas lo hacían apropiado para algunas de las responsabilidades de un juez. Pero las cosas cambiaron cuando en 1882, sucediendo al magistrado Lord Holker, fue promocionado al Tribunal de Apelación (Court of Appeal). Como magistrado de apelación (Lord of Appeal) mostró brillantez por su erudición, su hacer y sus buenas maneras para todo aquel que comparecía ante él. A pesar de su salud inestable, ocupó su puesto de manera regular hasta agosto de 1893, cuando, tras la jubilación de Lord Hannen, se le nombró magistrado de apelación ordinaria (Lord of Appeal in Ordinary) y miembro vitalicio (life peer) con el título de Barón Bowen de Colwood en el condado de Sussex. Para entonces, sin embargo, su salud se había deteriorado irreversiblemente. Jamás ocupó su puesto para dar audiencia a las apelaciones y tan sólo emitió un voto como miembro. Su último acto público consistió en presidir la comisión que se reunió en octubre de 1893 para investigar los disturbios de Featherstone.
Lord Bowen gozaba de la consideración afectuosa de todos aquellos que le conocieron tanto en la faceta profesional como en la privada. Tenía un ingenio agudo y acertado del cual podrían darse muchos ejemplos, si bien tales anécdotas pierden fuerza cuando se ponen por escrito. Por ejemplo, cuando se sugirió con ocasión de un discurso destinado a la reina Victoria que habían de presentar los jueces que una de sus frases, "conscientes cuanto somos de nuestra torpeza" denotaba demasiada humildad, él propuso enmendarla de la forma "conscientes cuanto somos de nuestra mutua torpeza"; en otra ocasión definió a un jurista como "una persona que sabe un poco de las leyes de todos los países excepto el suyo propio". La reputación de Lord Bowen como juez queda demostrada en la serie de sentencias que dictó en la corte de apelación, las cuales son notorias por su lúcida interpretación de los principios de la ley en su aplicación a los hechos y los quehaceres de la vida.
Entre los buenos ejemplos de su juicio podemos citar el que dictó al advertir a la Cámara de los Lores en Angus contra Dalton (6 App. Cas. 740) y los emitidos en Abrath contra North Easter Railway (7 Q.B.D. 440); Thomas contra Quartermaine (18 Q.B.D. 685); Vagliano contra el Banco de Inglaterra (23 Q.B.D. 243) (en el cual obtuvo el juicio mayoritario del tribunal que había sido declarado errado en sus conclusiones por la mayoría de la Cámara de los Lores); y el Mogul Steamship Company contra McGregor (23 Q.B.D. 598). Se le atribuye el haber acuñado la frase "el hombre del autobús de Clapham" (the man on the Clapham omnibus), que citó Sir Richard Henn Collins (MR) muchos años antes de su muerte en el caso de McQuire contra la Western Morning News ([1903] 2 KB 100).
De las obras literarias de Lord Bowen, aparte de las ya indicadas, se pueden mencionar su traducción de las Églogas y los libros i-vi de la Eneida de Virgilio, así como el panfleto The Alabama Claim and Arbitration considered from a Legal Point of View (Demanda y arbitraje de Alabama considerados desde el punto de vista legal). Lord Bowen se casó en 1862 con Emily Frances, la hija mayor del ingeniero James Meadows Rendel, de la cual tuvo dos hijos y una hija. Su hija, Ethel Kate Bowen, se casó con Josiah Wedgwood IV (posteriormente Primer Barón de Wedgwood) de la dinastía de la cerámica.

## Citas
Algunas de las citas que se le atribuyen son

“The rain it raineth on the just

And also on the unjust fella;

But chiefly on the just, because 

The unjust hath the just’s umbrella.”

"La lluvia sobre el justo llueve

Y sobre el injusto cae también;

Pero más sobre el justo, porque

El injusto el paraguas del justo tiene".

(juego de palabras "el paraguas del justo" y también "el paraguas que conviene", N.del T.)

y

“When I hear of an 'equity' in a case like this, I am reminded of a blind man in a dark room - looking for a black hat - which isn't there”

"Cuando escucho la palabra 'igualdad' en un caso como el presente, se me viene a la mente la imagen de un ciego en un cuarto oscuro que busca un sombrero negro que no está allí".